# Valdealgorfa

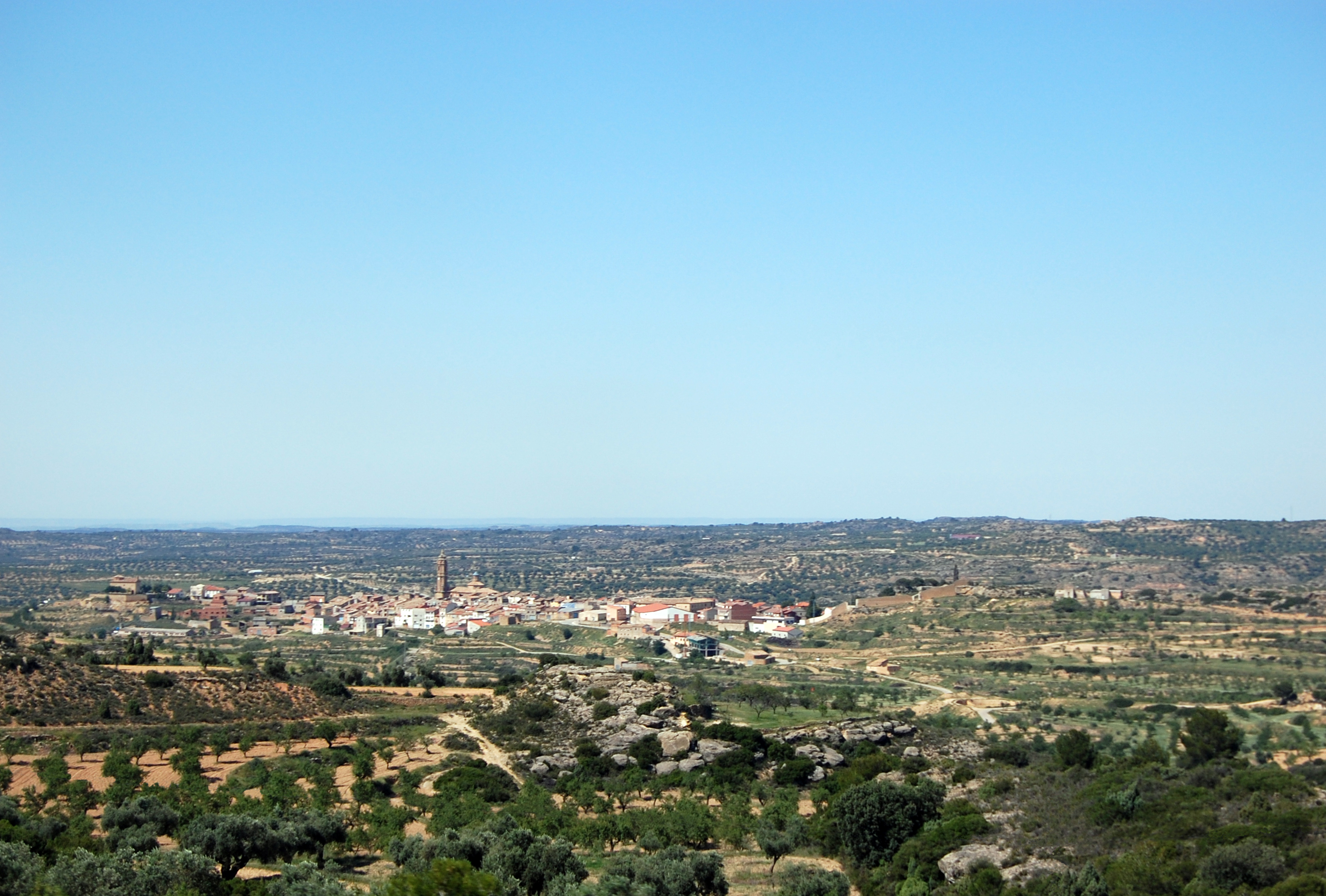

Valdealgorfa is een gemeente in de Spaanse provincie Teruel in de regio Aragón met een oppervlakte van 46,93 km². Valdealgorfa telt 645 inwoners (1 januari 2016).